# 楽器分類学
楽器分類学（がっきぶんるいがく）は、楽器を体系的に分類するための学問である。比較音楽学の一部である比較楽器学を基礎とする。現在は、ザックス＝ホルンボステル分類をもとに、体鳴楽器・膜鳴楽器・弦鳴楽器・気鳴楽器・電鳴楽器の5つに分類するのが一般的である。同じような意味で「楽器分類法」ということばが用いられることもあるが、こちらは学問的考察によらず、歴史的な経緯で用いられている分類を意味する場合が多い。

## 概要
西洋音楽あるいはオーケストラでは、伝統的に楽器を管楽器・弦楽器・打楽器に分け、さらに管楽器を木管楽器と金管楽器に分類している。しかし、管楽器の「管」は楽器の形態による分類であり、弦楽器の「弦」は音を出す振動体による分類であるし、打楽器の「打」は奏法による分類である。木管／金管は楽器の材質による分類である。「鍵盤楽器」という分類もあるが、「鍵盤」は音を出すためのメカニズムの形態を表しているに過ぎない。つまり旧来の楽器分類法は、一貫した分類基準に基づくものではないのである。クルト・ザックスは、「これはちょうど、アメリカ人をカリフォルニアの人と銀行家とカトリック信者に分けるのと同じ」であると述べている。
このため、たとえばピアノは「鍵盤」によって「弦」を「打」って音を出すのだから、鍵盤楽器であり弦楽器でもあり打楽器でもあるということになり、その一方でオルゴールはどの分類にも該当しないことになる。今日のフルートはほとんどが金属で作られているにもかかわらず、「唇の振動を用いないエアリード式の楽器であるから」という、材質とは何の関係も無い理由で木管楽器に分類されているが、金属でできているのに木管楽器では筋が通らない。さりとて金管楽器は英語では「Brass instrument（真鍮製の楽器）」であるから、銀や金、洋白などで作られることが多いフルートは、金管楽器に含めることもできないことになる。日本語における「Wind instrument ⇒ 管楽器」という誤訳も問題であり、「オカリナは管楽器ではない」といった誤った主張が見受けられるし、チューブラーベルは、その名称からして明らかに「管」楽器なのに、なぜ奏法に基づいて打楽器に分類するのかといった疑問を生む。
このように、旧来の楽器分類法は歴史的経緯から半ば自然発生的に生まれたものなので、それなりの存在意義がないわけではないが、恣意的・非論理的であって、あらゆる楽器を体系的に分類する方法としては適していない。
19世紀後半のヨーロッパにおいて、東洋やアフリカなど西洋以外の楽器が収集されるようになると、博物館などは収蔵品の分類目録を整備する必要に迫られたが、旧来の分類法では役に立たないことが明白であった。そこで、世界各地の民族楽器を比較・研究する比較楽器学をもとに、科学的・論理的な分類方法を研究する楽器分類学が成立した。これまでのところ統一した分類基準を確立するまでには至っていないが、「ザックス＝ホルンボステル分類」が広く知られており、博物館などで実際に使われている分類は、これを応用したものが多い。

## 歴史
楽器を分類することは古くから地域ごとにおこなわれてきた。
中国では楽器をその素材によって、金・石・糸・竹・匏・土・革・木の8種に分類し八音と呼んだ。通常は雅楽の楽器に対して使うが、陳暘『楽書』では胡楽や俗楽の楽器も八音で分類している。一般にはより簡明な「金石糸竹」（金石が打楽器、糸竹が弦楽器と管楽器）、「糸竹管絃」のような分類が行われた。日本の雅楽では「打物・弾物・吹物」のような演奏方法による区別が行われている。
インドでは、世界最古の舞踊・音楽の教典「ナーティヤ・シャーストラ」（2 - 5世紀）で弦楽器、気楽器の2種に分けた。仏教では、片皮・両皮・前皮・打・気の5種音楽（弦なし）に分類し、ジャイナ教では皮楽器・弦楽器・金属打楽器・気楽器の4種に分類した。13世紀の舞踊理論書「サンギータ・ラトナーカラ」第6巻で弦楽器・管楽器（または気楽器）・皮製打楽器・金属製打楽器に分け、インドの4分類法が確立した。
アラビアでは哲学者・音楽学者アル・ファーラービー (897? - 950) が「打奏し、弾奏し、摩奏する固体の楽器」と「吹奏される空気を満たした楽器」の2つに分類した。
ヨーロッパでは、16世紀にヴィルドゥングが管楽器・弦楽器・打楽器の3分類法を考案し、これが一般には現在まで用いられている。1888年、ブリュッセル楽器博物館の館長であったマイヨンは、自鳴楽器・膜鳴楽器・気鳴楽器・弦鳴楽器の4種をさらに形態と奏法によって分類する体系を作成し、多くの非西洋楽器を含む世界の楽器の分類を行った。これは、インドの4分類法にヒントを得たと考えられている。
これを1914年にドイツのエーリッヒ・フォン・ホルンボステルとクルト・ザックスが拡張したものが「ザックス＝ホルンボステル分類」で、マイヨンが自鳴楽器としていたものを体鳴楽器と改めた上で、全体を300あまりの項目に細分化したものである。その後、ザックスはこの分類に電鳴楽器を追加して5分類とした。
他にもザックス＝ホルンボステル分類を修正したものや、さらに細分化したものとしては、ハンス・ドレーガーによるもの、ノルリントによるものなどがある。また、フランスのアンドレ・シェフネルは、上記のアラビアの分類を基にした次のような2分類法を1936年に提案している。
- 可動固形楽器
  - 圧力に感じない固体（木・金・石・骨・貝殻・角）
  - 曲がりやすい固体（金・木・骨）
  - 緊張可能なやわらかい固体（弦・革）
- 可動気鳴楽器
  - 周囲の空気を動かすもの
  - 自由な穴
  - 吹奏楽器

## ザックス＝ホルンボステル分類
ザックス＝ホルンボステル分類は、「楽器とは音を出すための道具である」という原点に立ち、「発音原理」を上位分類要素として体鳴楽器・膜鳴楽器・弦鳴楽器・気鳴楽器の4つに大別したうえで、さらに奏法と形状を下位分類要素として体系化したものである。日本では当初「新楽器四分類法」などと呼ばれることもあったが、後に電鳴楽器が加わって5分類法となった。
たとえばピアノであれば、発音体は弦であるため弦鳴楽器とされ、ヴァイオリンやギターと同じ範疇に振り分けられる。旧来の分類法で管楽器と呼ばれる楽器は、気鳴楽器のうちの吹奏楽器とされ、さらに発音体によって刃型・有簧・唇簧の3種に区分される。前二者が旧来の木管楽器（刃型 : リード無し／有簧 : リード有）、後者がリップ・リードである金管楽器に相当する。
通常これらの分類は数字で示され、補助的に各言語で説明される。ピアノの場合は次のようになる。
先頭の数字は上位分類の体鳴楽器・膜鳴楽器・弦鳴楽器・気鳴楽器・電鳴楽器を表しており、それぞれ1・2・3・4・5となる。それ以降の数字が表す形質は楽器の上位分類によって異なっている。たとえば先頭から2番目の数値（例では「314」の真ん中の「1」）は、弦鳴楽器においては発音原理の独立性を示したものであるが、体鳴楽器においては奏法を示す数字となっている。末尾にあるハイフン付きの数字は、この分類方法でとらえきれない楽器の特徴を表しており、例の場合はハンマーによる発音 (-4) と鍵盤 (-8) が示されている。この数字が示す特徴も上位分類により異なる。
このように、旧来の分類法に比べれば論理的であるといえるが、「発音原理」ということばにはあいまいさがあるために、この分類法にも問題は残されており、あらゆる楽器を矛盾無く一意に分類できるわけではない。特に問題なのが、後から付け加えられた電鳴楽器である。たとえば、エレクトリック・ギターは電鳴楽器ということになっているが、弦が音を出すきっかけ（振動源あるいは励振系）になっているのは確かであるから、「発音原理」ということばの解釈次第では弦鳴楽器に分類しても間違いとはいえない。さらに言えば、電鳴楽器において最終的に音を出すのは、弦などの振動源でもなければ内部の電子的発振・増幅回路でもなく、スピーカのコーン（紙などでできた弾性体）である。これを電磁気力という手段で振動させて音を出すのであるから、電鳴楽器の「電」は、「体・膜・弦・気」と異なり、発音体ではなく奏法（手段）を表しているに過ぎないことになる。このように解釈すれば、電鳴楽器は「電奏体鳴楽器」とでもいうような体鳴楽器の亜種に分類すべきだという論も成り立つ。つまり、現在の「体・膜・弦・気・電」という5分類法は、当初の「体・膜・弦・気」の4分類法に比べて、「発音原理に基づく首尾一貫した分類体系」からは明らかに後退していると言わざるを得ない。
こうした難点もあるため、この分類法も国際基準として提唱されるほど高く評価されているわけではないが、民族楽器など比較的単純なローテクの楽器は、「体・膜・弦・気」の4分類のいずれかに属することになり、これらの研究には特に大きな問題が生じないことから、この分類法が広く使われるようになっている。なお、文献によっては「ホルンボステル＝C.ザックス分類」などと表記しており、省略するときにはホルンボステルを先にして「HS分類」とするのが一般的である。
以下は、大分類項目に対する簡単な説明と小分類項目およびそれに該当する代表的な楽器である。

### 体鳴楽器
1 体鳴楽器 (Idiophone) は、弦や膜などを用いることなく、弾性体によって作られた本体が振動して音を出す楽器である。奏法として、「相互打奏（同じ形状の一対を打ち合わせる）」「単打奏（音源となるものをバチやそれに類するもので打つ）」「振奏（振る）」「掻擦奏（こすり付ける）」「摘奏（はじく）」「擦奏（摩擦する）」などがある。ここで「こすり付ける」とは棒などで刻み目のついた面をこすることによりカタカタと運動させることであり、「摩擦する」とはぴったりと密着した状態で動かすことにより音を出すことである。

#### 打奏体鳴楽器
11 打奏体鳴楽器
- 111 直接打奏体鳴楽器
  - 111.1 相互打奏体鳴楽器（クラッパー）
    - 111.11 相互打奏棒（棒状クラッパー） : 拍子木
    - 111.12 相互打奏板（板状クラッパー） : 笏拍子
    - 111.13 相互打奏溝付板（溝付板状クラッパー）
    - 111.14 相互打奏容器（容器状クラッパー）
      - 111.141 カスタネット類 : カスタネット
      - 111.142 シンバル類 : シンバル

  - 111.2 単打奏体鳴楽器（非発音体で打つか、そこへ打ちつける）
    - 111.21 単打奏棒 
      - 111.211 単式単打奏棒 : トライアングル
      - 111.212 複式単打奏棒 : シロフォン、グロッケンシュピール

    - 111.22 単打奏板
      - 111.221 単式単打奏板 : 木鐸（ぼくたく）、魚板（ぎょばん）、木魚
      - 111.222 複式単打奏板 : チェレスタ

    - 111.23 単打奏管
      - 111.231 単式単打奏管
      - 111.232 複式単打奏管 : チューブラーベル

    - 111.24 単打奏容器
      - 111.241 ゴング
        - 111.241.1 単式ゴング : タムタム
        - 111.241.2 複式ゴング : ボナン・バルン

      - 111.242 ベル（鐘または鈴、小物体を封じこめて振り鳴らす鈴は属さない）
        - 111.242.1 単式ベル
          - 111.242.11 置鐘（鈴）
          - 111.242.12 釣鐘（鈴）
            - 111.242.121 槌奏式釣鐘（鈴） : 梵鐘、半鐘
            - 111.242.122 舌奏式釣鐘（鈴）

        - 111.242.2 複式ベル
          - 111.242.21 複式置鐘（鈴）
          - 111.242.22 複式釣鐘（鈴）
            - 111.242.221 槌奏式釣鐘（鈴） : 編鐘
            - 111.242.222 舌奏式釣鐘（鈴） : カリヨン
- 112 間接打奏体鳴楽器
  - 112.1 振奏体鳴楽器
    - 112.11 列型ラッセル
      - 112.111 紐繋式ラッセル
      - 112.112 棒繋式ラッセル : シストルム

    - 112.12 枠型ラッセル
      - 112.121 振子式ラッセル
      - 112.122 転滑式ラッセル : アンクルン

    - 112.13 容器状ラッセル : 球形の鈴、シェイカー、マラカス

  - 112.2 掻擦奏体鳴楽器（スクレーパー。擦奏体鳴楽器と区別する）
    - 112.21 掻擦奏棒
      - 112.211 共鳴器なし掻擦奏棒 : ささら
      - 112.212 共鳴器つき掻擦奏棒

    - 112.22 掻擦奏管
    - 112.23 掻擦奏容器 : ギロ
    - 112.24 掻擦奏歯車（ラッチェン）

  - 112.3 裂弾奏体鳴楽器 : バルカン

#### 摘奏体鳴楽器
12 摘奏体鳴楽器
- 121 枠状摘奏体鳴楽器
  - 121.1 クリクリ（堅果の外殻を共鳴体とし、薄片を直接そこから切り出したもの）
  - 121.2 口琴（ジューズ・ハープ）
    - 121.21 切出舌式口琴
    - 121.22 取付舌式口琴
      - 121.221 単式取付舌式口琴
      - 121.222 複式取付舌式口琴
- 122 板状または櫛状摘奏体鳴楽器
  - 122.1 巻糸舌式 : カリンバ
    - 122.11 共鳴器なし
    - 122.12 共鳴器つき

  - 122.2 切出舌式 : オルゴール

#### 擦奏体鳴楽器
13 擦奏体鳴楽器
- 131 擦奏棒
  - 131.1 単式擦奏棒
  - 131.2 複式擦奏棒
    - 131.21 間接摩擦型 : クラヴィシリンダー
    - 131.22 直接摩擦型 : ナーゲルガイゲ
- 132 擦奏板
  - 132.1 単式擦奏板
  - 132.2 複式擦奏板
- 133 擦奏容器
  - 133.1 単式擦奏容器
  - 133.2 複式擦奏容器 : アルモニカ、グラス・ハープ

#### 吹奏体鳴楽器
14 吹奏体鳴楽器
- 141 吹奏棒
  - 141.1 単式吹奏棒
  - 141.2 複式吹奏棒 : エオルスクラヴィア
- 142 吹奏板
  - 142.1 単式吹奏板
  - 142.2 複式吹奏板

### 膜鳴楽器
2 膜鳴楽器 (Membranophone) は、開口に張った膜の振動によって音を出す楽器である。日本語では一般に、総称して太鼓と呼ばれる。
膜を張る物体の形状には大きく分けて、「筒型」、「容器型」、「枠型」がある。筒型の楽器においては、胴の長さが膜面の直径よりも長い場合を「深い型」、胴が膜面の直径よりも短い場合を「浅い形状によって、筒がまっすぐなものを「円筒型」、筒がふくらんでいるものを「樽型」、筒が一端に行くに従って細くなるものを「円錐型」、カップ型の筒を2つ逆向きに合わせた型のものを「砂時計型」という。容器型では、膜を張る上端部分が最大の直径である場合には「半球型」であり、上端よりやや低い部分が最大の直径である場合は「卵型」という。

#### 打奏太鼓
21 打奏太鼓
- 211 直接打奏太鼓
  - 211.1 鍋形太鼓
    - 211.11 単式鍋形太鼓
    - 211.12 複式鍋形太鼓 : ティンパニ

  - 211.2 筒形太鼓
    - 211.21 円筒太鼓
      - 211.211 片面（皮）円筒太鼓
        - 211.211.1 開端式
        - 211.211.2 閉端式

      - 211.212 両面（皮）円筒太鼓
        - 211.212.1 単式
        - 211.212.2 複式

    - 211.22 樽形太鼓
      - 211.221 片面（皮）樽形太鼓
        - 211.221.1 開端式 : コンガ
        - 211.221.2 閉端式

      - 211.222 両面（皮）樽形太鼓
        - 211.222.1 単式
        - 211.222.2 複式

    - 211.23 紡錘形太鼓
    - 211.24 砂時計形太鼓 : 鼓（小鼓、大鼓）
    - 211.25 円錐形太鼓
    - 211.26 杯形太鼓：ダラブッカ

  - 211.3 枠太鼓
    - 211.31 無柄枠太鼓
      - 211.311 片面（皮）無柄枠太鼓 : タンブリン
      - 211.312 両面（皮）無柄枠太鼓

    - 211.32 有柄枠太鼓
      - 211.321 片面（皮）有柄枠太鼓
      - 211.322 両面（皮）有柄枠太鼓
- 212 振奏太鼓（間接打奏太鼓。小物体を吊るしまたは封入して振奏するもの）
  - 212.1 振奏鍋形太鼓
  - 212.2 振奏筒形太鼓
    - 212.21 振奏円筒太鼓
      - 212.211 片面皮円筒型胴太鼓
        - 212.211.1 開端式
        - 212.211.2 閉端式

      - 212.212 両面皮円筒型胴太鼓
        - 212.212.1 単式
        - 212.212.2 複式

    - 212.22 振奏樽形太鼓
      - 212.221 片面（皮）振奏樽形太鼓
      - 212.222 両面（皮）振奏樽形太鼓
        - 212.222.1 単式 : でんでん太鼓
        - 212.222.2 複式

    - 212.23 振奏紡錘形太鼓
    - 212.24 振奏砂時計形太鼓
    - 212.25 振奏円錐形太鼓
    - 212.26 振奏杯形太鼓

  - 212.3 振奏枠形太鼓
    - 212.31 振奏無柄式枠形型胴太鼓
      - 212.311 片面皮
      - 212.312 両面皮

    - 212.32 振奏有柄式枠形太鼓
      - 212.321 片面皮
      - 212.322 両面皮

#### 摘奏太鼓
22 摘奏太鼓（膜面中央に弦を結んであり、弦の振動で膜をふるわせるもの。下位分類名称無し）

#### 擦奏太鼓
23 擦奏太鼓
- 231 棒式擦奏太鼓
  - 231.1 差込型棒式擦奏太鼓
    - 231.11 固定差込型
    - 231.12 半固定差込型
    - 231.13 可動差込型

  - 231.2 取付型棒式擦奏太鼓
- 232 紐式擦奏太鼓
  - 232.1 紐式擦奏置太鼓
    - 232.11 片面（皮）
    - 232.12 両面（皮）

  - 232.2 紐式擦奏振太鼓
- 233 手擦式擦奏太鼓

#### 歌奏太鼓
24 歌奏太鼓
- 241 自由ミルリトン
- 242 管形または容器形ミルリトン : 明笛、カズー

### 弦鳴楽器
3 弦鳴楽器 (Chordophone) は、弦の振動によって音を出す楽器である。弦をバチで打って鳴らすもの、指などでかき鳴らすもの、弓で弾くもの、風で鳴らすものなどがある。弦鳴楽器は、ネックのような横木のない「ツィター」、胴とネックからなる「リュート」（ネックの代わりに腕木がついているリラを含む）、弦が響板に対して垂直になった「ハープ」に分けられる。

#### 単純弦鳴楽器
31 単純弦鳴楽器
- 311 棒形ツィター（棒状のものに弦を張る。板の側縁でもよい）
  - 311.1 楽弓（両端または全体がしなやかな棒に弦を張る）
    - 311.11 切出弦式楽弓
      - 311.111 切出単弦楽弓
      - 311.112 切出複弦楽弓

    - 311.12 取付弦式楽弓
      - 311.121 取付単弦楽弓
        - 311.121.1 共鳴器なし
          - 311.121.11 糸環なし
          - 311.121.12 糸環つき（糸環で弦長を区分する）

        - 311.121.2 共鳴器つき
          - 311.121.21 付属共鳴器式
          - 311.121.22 結合共鳴器式
            - 311.121.221 糸環なし
            - 311.121.222 糸環つき

      - 311.122 取付複弦楽弓
        - 311.122.1 糸環なし
        - 311.122.2 糸環つき

  - 311.2 楽棒（固い棒に弦を張る）
    - 311.21 弓形楽棒（固い棒の一端だけがしなやかで曲がっている）
    - 311.22 本来的楽棒
      - 311.221 単数共鳴器つき楽棒
      - 311.222 複数共鳴器つき楽棒
- 312 筒形ツィター
  - 312.1 完全筒形ツィター
    - 312.11 切出弦式完全筒形ツィター
    - 312.12 取付弦式完全筒形ツィター
      - 312.121 共鳴器なし
      - 312.122 共鳴器つき

  - 312.2 不完全筒形ツィター（雨樋形物体の凸面に弦を張る）
    - 312.21 切出弦式不完全筒形ツィター
    - 312.22 取付弦式不完全筒形ツィター : 琴、箏
- 313 筏形ツィター（筒型胴が結び合わされて筏状を成す）
  - 313.1 切出弦式筏形ツィター
  - 313.2 取付弦式筏形ツィター
- 314 平板形ツィター
  - 314.1 本来的平板形ツィター（弦の成す面が板と平行）
    - 314.11 共鳴器なし
    - 314.12 共鳴器つき
      - 314.121 共鳴殻式
      - 314.122 共鳴箱式（箱形ツィター） : ツィター、ダルシマー、ピアノ

  - 314.2 変則的平板形ツィター（弦の成す面が板と垂直）
    - 314.21 地面ツィター
    - 314.22 ハープ型ツィター
- 315 槽状ツィター（開口部に弦を張る）
  - 315.1 共鳴器なし
  - 315.2 共鳴器つき
- 316 枠形ツィター（枠に弦を張る）
  - 316.1 共鳴器なし
  - 316.2 共鳴器つき

#### 複合弦鳴楽器
32 複合弦鳴楽器
- 321 リュート（弦の成す面と響板が平行）
  - 321.1 弓形柄リュート（各弦それぞれがしなやかな支えを持つ）
  - 321.2 軛形柄リュートまたはリラ
    - 321.21 殻胴式リラ : ライアー
    - 321.22 箱胴式リラ : キタラ、クルース

  - 321.3 棹形柄リュート
    - 321.31 差込柄リュート
      - 321.311 殻胴式差込柄リュート
      - 321.312 箱胴式差込柄リュートまたは差込柄ギター
      - 321.313 筒形胴差込柄リュート

    - 321.32 頸柄リュート
      - 321.321 殻胴式頸柄リュート : マンドリン、バラライカ
      - 321.322 箱胴式頸柄リュート : ヴァイオリン、ヴィオール属、ギター
- 322 ハープ（弦の成す面は響板と垂直。弦の下端を連ねた線と頸部の方向が一致）
  - 322.1 曲頸ハープ（支柱なし）
    - 322.11 弓形ハープ
    - 322.12 規矩形（角形）ハープ

  - 322.2 枠形ハープ（支柱あり）
    - 322.21 非変音式（調弦変更装置なし）枠形ハープ : 中世ヨーロッパのハープ
      - 322.211 全音階式枠形ハープ
      - 322.212 半音階式枠形ハープ
        - 322.212.1 1弦面型 : 古い半音階式ハープの大部分
        - 322.212.2 2弦面交叉型 : リヨンの半音階式ハープ

    - 322.22 変音式（調弦変更装置つき）枠形ハープ
      - 322.221 ハンドル式（手動式）ハープ
      - 322.222 ペダル式ハープ
- 323 ハープ・リュート（弦の成す面は響板と垂直。弦の下端を連ねた線と頸部の方向が直角。駒に刻み目）

### 気鳴楽器
4 気鳴楽器には、旧来の分類法で「管楽器」と呼ばれている「吹奏楽器」の他に、「自由気鳴楽器」と呼ばれるものが含まれる。吹奏楽器は発音源によって発生した振動を、空洞（管状のものが多いが、オカリナのように不定形のものもある）内部の空気で共鳴させることによって音を発生させる。自由気鳴楽器は空洞がないか、あっても明確な共鳴は認められず、発音源の振動が直接外の空気に働きかける。

#### 自由気鳴楽器
41 自由気鳴楽器
- 411 側逸奏気鳴楽器（刃型で空気を切る） : むち（楽器）、剣（一定以上の長さ、強度を持つ棒状もしくはひも状のもの）
- 412 中断層気鳴楽器（空気流の周期的断続）
  - 412.1 自鳴的中断層気鳴楽器 : オルガンのリード・パイプ
    - 412.11 相互閉合型リード（2枚の薄片の接点が周期的に開閉）
    - 412.12 一方開閉型リード（1枚の薄片が枠状通路を開閉）
      - 412.121 単式一方開閉型リード
      - 412.122 複式一方開閉型リード

    - 412.13 両面開閉リード
      - 412.131 単式両面開閉型リード : 単音の自動車警笛
      - 412.132 複式両面開閉型リード : ハーモニカ、笙

    - 412.14 帯状リード

  - 412.2 非自鳴的中断奏気鳴楽器
    - 412.21 移動中断型気鳴楽器 : サイレン
    - 412.22 旋回中断型気鳴楽器 : うなり木
- 413 破裂奏気鳴楽器 : 空気銃

#### 吹奏楽器
42 吹奏楽器
- 421 刃型付吹奏楽器（無簧吹奏楽器、リードなし吹奏楽器、エアリード式吹奏楽器）
  - 421.1 無隙溝型フルート（奏者自身の唇で帯状空気をつくる）
    - 421.11 縦吹きフルート（管の上端の縁角を吹く）
      - 421.111 単式縦吹きフルート
        - 421.111.1 開管単式縦吹きフルート
          - 421.111.11 指孔なし
          - 421.111.12 指孔つき : 尺八、オークラウロ

        - 421.111.2 閉管単式縦吹きフルート
          - 421.111.21 指孔なし
          - 421.111.22 指孔つき

      - 421.112 複式縦吹きフルート : パンパイプ
        - 421.112.1 開管複式縦吹きフルート
          - 421.112.11 筏形開管縦吹きフルート
          - 421.112.12 束形開管縦吹きフルート

        - 421.112.2 閉管複式縦吹きフルート
        - 421.112.3 開管閉管組合せ縦吹きフルート

    - 421.12 横吹きフルート（管側面の孔の縁角を吹く）
      - 421.121 単式横吹きフルート
        - 421.121.1 開管単式横吹きフルート
          - 421.121.11 指孔なし
          - 421.121.12 指孔つき : 竜笛、篠笛、コンサート・フルート、フラウト・トラヴェルソ

        - 421.121.2 半閉管単式横吹きフルート
        - 421.121.3 閉管単式横吹きフルート
          - 421.131.31 指孔なし
            - 421.131.311 固定底式
            - 421.131.312 移動底式

          - 421.131.32 指孔つき

      - 421.122 複式横吹きフルート
        - 421.122.1 開管複式横吹きフルート
        - 421.122.2 閉管複式横吹きフルート

    - 421.13 容器形フルート

  - 421.2 隙溝フルート（狭い隙間から気流を帯状に流し、管の側壁に設けた切込みの縁角に当てる）
    - 421.21 外隙溝フルート（気道が器壁外にある）
      - 421.211 単式外隙溝フルート
        - 421.211.1 開管単式外隙溝フルート
          - 421.211.11 指孔なし
          - 421.211.12 指孔つき

        - 421.211.2 半閉管単式外隙溝フルート
        - 421.211.3 閉管単式外隙溝フルート

      - 421.212 複式外隙溝フルート

    - 421.22 内隙溝フルート
      - 421.221 単式内隙溝フルート
        - 421.221.1 開管単式内隙溝フルート
          - 421.221.11 指孔なし
          - 421.221.12 指孔つき : リコーダー

        - 421.221.2 半閉管単式内隙溝フルート
        - 421.221.3 閉管単式内隙溝フルート
          - 421.221.31 指孔なし
            - 421.221.311 固定底式
            - 421.221.312 可動底式 : スライド・ホイッスル

        - 421.221.4 容器形内隙溝フルート
          - 421.221.41 指孔なし : 鳩笛
          - 421.221.42 指孔つき : オカリナ

      - 421.222 複式内隙溝フルート
        - 421.222.1 開管複式内隙溝フルート
          - 421.222.11 指孔なし : オルガンの開管フルー・パイプ
          - 421.222.12 指孔つき : 複管フラジョレット

        - 421.222.2 半閉管複式内隙溝フルート : オルガンのフルー・パイプ
        - 421.222.3 閉管型複式内隙溝フルート : オルガンの閉管フルー・パイプ
- 422 有舌吹奏楽器（有簧吹奏楽器、リード付き吹奏楽器）
  - 422.1 オーボエ類
    - 422.11 単式オーボエ
      - 421.111 円筒管単式オーボエ
        - 421.111.1 指孔なし
        - 421.111.2 指孔つき : 篳篥、アウロス、クルムホルン

      - 421.112 円錐管単式オーボエ : ヨーロッパのオーボエ

    - 421.12 複式オーボエ
      - 421.121 円筒管複式オーボエ : 双管アウロス
      - 421.122 円錐管複式オーボエ

  - 422.2 クラリネット類
    - 422.21 単式クラリネット
      - 422.211 円筒管型単式クラリネット
        - 422.211.1 指孔なし
        - 422.211.2 指孔つき : ヨーロッパのクラリネット

      - 422.212 円錐管単式クラリネット : サクソフォン

    - 422.22 複式クラリネット

  - 422.3 両面閉鎖リード式吹奏楽器
    - 422.31 単式両面閉鎖リード式吹奏楽器
    - 422.32 複式両面閉鎖リード式吹奏楽器
- 423 トランペット類（唇簧吹奏楽器、リップ・リード式吹奏楽器）
  - 423.1 自然トランペット
    - 423.11 法螺貝形トランペット
      - 423.111 上端歌口式法螺貝形トランペット
        - 423.111.1 マウスピースなし
        - 423.111.2 マウスピースつき : 日本の法螺貝、チベットのトゥンカル

      - 423.112 側面歌口式法螺貝形トランペット

    - 423.12 管形トランペット
      - 423.121 縦吹きトランペット（吹口は管の中軸線上）
        - 423.121.1 縦吹きテューバ（縦吹き直管）
          - 423.121.11 マウスピースなし : 単管のアルペンホルン
          - 423.121.12 マウスピースつき

        - 423.121.2 縦吹きホルン（管が湾曲または折り曲げてある）
          - 423.121.21 マウスピースなし
          - 423.121.22 マウスピースつき

      - 423.122 横吹きトランペット
        - 423.122.1 横吹きテューバ（横吹き直管）
        - 423.122.2 横吹ホルン

  - 423.2 半音階式トランペット
    - 423.21 指孔式トランペット : ツィンク、有鍵ビューグル
    - 423.22 スライド式トランペット : トロンボーン、スライド・トランペット
    - 423.23 変音弁つきトランペット
      - 423.231 信号ラッパ（管形は円錐）
      - 423.232 ホルン（管形は円錐部が優勢） : ホルン
      - 423.233 トランペット（管形は円筒部が優勢） : トランペット

### 電鳴楽器
5 電鳴楽器 (Electrophone) は、最終的に電磁気力によって音を出す楽器で、電気楽器と電子楽器に分けられる。電気楽器は従来の弦などの発音原理を用いて、その共鳴増幅を電気的に行うものである。電子楽器は電子回路による演算によって波形信号そのものを作り出す楽器である。

#### 電気楽器
- エレクトリック・ギター（エレキギター）
- エレクトリックピアノ（電気ピアノ）
- エレクトリック・ヴァイオリン（電気ヴァイオリン）
- メロトロン
- アンプ（楽器用）

#### 電子楽器
- テルミン
- オンド・マルトノ
- 電子オルガン
- 電子ピアノ
- シンセサイザー
- サンプラー
- ドラムマシン
- ミュージックシーケンサー
- 音源モジュール（トーン・ジェネレータ）